# Kuorejärvi (sjö i Ristijärvi, Kajanaland)
Kuorejärvi är en sjö i kommunen Ristijärvi i landskapet Kajanaland i Finland. Arean är 38 hektar och strandlinjen är 3,42 kilometer lång. Sjön  ingår i Uleälvens huvudavrinningsområde.   Den ligger omkring 39 kilometer norr om Kajana och omkring 510 kilometer norr om Helsingfors. 